# Ернст IV фон Хонщайн-Клетенберг
Ернст IV фон Хонщайн-Клетенберг (на немски: Ernst IV von Honstein-Klettenberg; * ок. 1440; † 1508) е граф на Хонщайн, господар в Клетенберг (1454), господар в Лохра (1492).
Той е син на граф Хайнрих XI фон Хонщайн-Клетенберг (* 1402; † 1454) и първата му съпруга Маргарета фон Валдек (* 1405; † 1464), дъщеря на граф Хайнрих VII фон Валдек († 1442/1444) и Маргарета фон Насау-Висбаден-Идщайн († 1432). Внук е на граф Ернст II фон Хонщайн-Клетенберг-Лохра (* ок. 1373; † 12 юни 1426) и графиня Анна фон Щолберг (* ок. 1377; † 1436).
Той получава 1454 г. още малолетен управлението на Хонщайн-Клетенберг до 1460 г. под опекунството на Ото фон Вернрода, Апел фон Вехзунген и Курт фон Брюк.

## Фамилия
Ернст IV се жени 1462 г. за Маргарета фон Ройс-Гера (* ок. 1440; † 1497), дъщеря на Хайнрих X „Млади“ фон Гера-Шлайц (1415 – 1451/1452) и графиня Анна фон Хенеберг-Рьомхилд (1424 – 1467). Те имат децата:
- Ернст V (1470 – 1552), граф на Хонщайн-Клетенберг-Лохра, женен на 16 юли 1516 г. за графиня Анна фон Бентхайм (1495 – 1559), дъщеря на граф Евервин II фон Бентхайм
- Хайнрих XII († вер. млад)
- Елгер XII († вер. млад)
- Анна, омъжена пр. 1493 г. за граф Георг фон Вунсдорф-Шладен-Хаймбург († 1533)
- Йохан III (IV) († 1514), умира от отровена стрела във войската на херцог Георг Саксонски
- Хайнрих XII (XIII) († 1529), граф на Хонщайн-Клетенберг, женен за Сузана фон Бикенбах († 1530)
- Катарина († ок. 1492), деканин в Гандерсхайм
- Вилхелм фон Хонщайн (1466 – 1541), епископ на Страсбург (1506 – 1541)
- Магдалена фон Хонщайн (ок. 1480 – 1504), омъжена 1498 г. за граф Хайнрих XXI фон Шварцбург-Бланкенбург/XXXI (1473 – 1526)[3]
- Катарина (* ок. 1490), омъжена ок. 1510 г. за граф Волфганг фон Хонщайн-Фирраден-Швет († 1535), син на граф Йохан I фон Хонщайн

Ернст IV се жени втори път 1498 г. за Фелицитас фон Байхлинген (* ок. 1440; † сл. 1498), вдовица на граф Карл I фон Глайхен-Бланкенхайн (ок. 1450 – 1495), дъщеря на граф Йохан фон Байхлинген († 1485) и Магарета фон Мансфелд († 1468). Те имат децата:
- Анна (ок. 1490 – 1559), омъжена 1518 г. за граф Албрехт VII фон Мансфелд (1480 – 1560)
- Франц († 1515), домхер в Страсбург, пропст в Цаберн (1512)
- Кунигунда, абатиса в Метелен (1509)